# 2016年至2017年NBA赛季
2016-17 NBA賽季是NBA聯盟第71個賽季。本賽季在2016年10月25日正式開始，直至2017年4月12日。聯盟现有30隊隊伍，本賽季進行82場的賽事。在所有赛季中賽事完畢後，東岸和西岸的前八名球隊就能進入NBA季后賽以爭奪晉身在同年6月舉行的NBA总决赛。

## 自由球員
自由球員談判開始於2015年7月1日週三起，直到7月10日當球員開始簽約。

## 退休
- 2016年4月13日，在NBA打了20個賽季的科比·布萊恩正式宣布退役，幫助洛杉磯湖人拿到5個NBA總冠軍
- 2016年7月11日，在NBA打了19個賽季的提姆·鄧肯正式宣布退役，幫助聖安東尼奧馬刺拿到5個NBA總冠軍。
- 2016年7月25日，萨沙·考恩（英语：Sasha Kaun）在NBA僅打了一個賽季，正式宣布退休，幫助克利夫蘭騎士贏得一次NBA總冠軍。
- 2016年7月26日，阿瑪雷·斯塔德邁爾正式宣布從NBA退役簽署與紐約尼克斯隊一日合約，這樣他就能正式結束了他14賽季的職業生涯。
- 2016年9月23日，在NBA打了21個賽季的凱文·加內特正式宣布退役，幫助波士頓凱爾特人贏得一次NBA總冠軍。
- 2016年9月26日，在NBA打13個賽季莫·威廉姆斯正式宣布退休，幫助克利夫蘭騎士贏得一次NBA總冠軍。
- 2016年10月20日，在NBA打17個賽季埃爾頓·布蘭德正式宣布退役。
- 2016年11月1日，在NBA打18個賽季雷·阿倫正式宣布退役，幫助波士頓凱爾特人和邁阿密熱火隊分別拿一次NBA總冠軍。在宣布退休之前，艾倫自2013-14賽季結束以來還沒有出場。
- 2016年11月25日，在NBA打12個賽季凱文·馬丁正式宣布退休。
- 2016年12月19日，在NBA打13個賽季迪尚恩·史蒂文生宣布了正式退役，幫助達拉斯獨行俠贏得一個NBA總冠軍。

## 大事紀

### 球队
火箭上半場69比39狂勝馬刺30分，寫下馬刺隊史季後賽半場最大差距紀錄。
騎士與塞爾提克Game 2開打，LeBron James上半場率領騎士打出72:31的爆炸性比數，大幅領先綠衫軍41分，創下聯盟史上季後賽半場分差紀錄。
勇士在季後賽以16勝1敗創下聯盟史上季後賽最佳記錄。

### 總教練變動
| 休赛期         | 休赛期                | 休赛期          |
| 隊伍           | 2015–16 賽季          | 2016–17 賽季    |
| -------------- | --------------------- | --------------- |
| 布魯克林籃網   | 托尼·布朗             | 肯尼·阿特金森   |
| 明尼蘇達灰狼   | 薩姆·米切爾           | 湯姆·希伯杜     |
| 華盛頓巫師     | 蘭迪·惠特曼           | 斯科特·布魯克斯 |
| 洛杉磯湖人     | 拜倫·斯科特           | 卢克·沃尔顿     |
| 沙加緬度國王   | 喬治·卡爾             | 大衛·喬格爾     |
| 休士頓火箭     | J· B·比克斯塔夫(代理) | 迈克·德安东尼   |
| 印第安那步行者 | 法蘭克·沃格爾         | 内特·麦克米兰   |
| 紐約尼克       | 科特·兰比斯（代理）   | 傑夫·霍納塞克   |
| 曼斐斯灰熊     | 大衛·喬格爾           | 大卫·菲兹戴尔   |
| 奧蘭多魔術     | 斯科特·斯凱爾斯       | 法蘭克·沃格爾   |
| 季中           |                       |                 |

球季前
- 2016年4月14日，灰狼隊本賽季的最後一場比賽後薩姆·米切爾被解除了臨時主教練職務。
- 2016年4月14日，國王隊失望2015-16賽季中，执教生涯1个赛季半的主教练喬治·卡爾被開除。
- 2016年4月14日，巫師队在2015-16賽季無緣晉級季後賽，执教4个赛季半的主教练蘭迪·惠特曼被開除。
- 2016年4月17日，籃網队宣布擔任11年助理教練肯尼·阿特金森擔任總教練。
- 2016年4月20日，灰狼队宣布前公牛隊總教練湯姆·希伯杜擔任總教練，同時身兼籃球營運總裁。
- 2016年4月24日，湖人隊失望2015-16賽季中，执教生涯2个赛季的主教练拜倫·斯科特被開除。
- 2016年4月29日，湖人隊宣布金州勇士助理教練卢克·沃尔顿接任總教練。[1]
- 2016年5月5日，溜馬隊決定执教生涯5个赛季半的主教练法蘭克·沃格爾確定不續約。
- 2016年5月6日，經過內部辛辣的幾個月，执教生涯3个赛季的孟菲斯灰熊隊主教练大衛·喬格爾被開除。
- 2016年5月9日，國王队宣布兩天前才在灰熊隊丟掉教頭工作的大衛·喬格爾，成為球隊下季新教頭。
- 2016年5月12日，魔術隊總教練斯科特·斯凱爾斯辭去了主教練。
- 2016年5月16日，溜馬隊宣布助理教練内特·麦克米兰擔任主教練。
- 2016年5月18日，紐約尼克队宣布前太陽隊總教練傑夫·霍納塞克擔任總教練。取代原本代理總教練科特·兰比斯。
- 2016年5月19日，魔術隊宣布前溜馬隊總教練法蘭克·沃格爾擔任主教練。
- 2016年5月25日，灰熊隊宣布熱火隊副總教練大卫·菲兹戴尔擔任主教練。
- 2016年5月26日，火箭隊宣布76人隊副總教練迈克·德安东尼擔任主教練。

球季中
- 在常規賽中，沒有主教練的變化。

## 常規賽
最後更新：2017年4月13日
|  | 分岸冠軍   |
|  | 分區冠軍   |
|  | 進入季後賽 |

### 東岸
| 球隊           | 勝 | 負 | 勝率 | 勝差 |
| -------------- | -- | -- | ---- | ---- |
| 波士頓塞爾提克 | 53 | 29 | .646 | -    |
| 多倫多暴龍     | 51 | 31 | .622 | 2.0  |
| 紐約尼克       | 31 | 51 | .378 | 22.0 |
| 費城76人       | 28 | 54 | .341 | 25.0 |
| 布魯克林籃網   | 20 | 62 | .244 | 33.0 |

| 球隊         | 勝 | 負 | 勝率 | 勝差 |
| ------------ | -- | -- | ---- | ---- |
| 克利夫蘭騎士 | 51 | 31 | .622 | -    |
| 密爾瓦基公鹿 | 42 | 40 | .512 | 9    |
| 印第安那溜馬 | 42 | 40 | .512 | 9    |
| 芝加哥公牛   | 41 | 41 | .500 | 10   |
| 底特律活塞   | 37 | 45 | .451 | 14   |

| 球隊         | 勝 | 負 | 勝率 | 勝差 |
| ------------ | -- | -- | ---- | ---- |
| 華盛頓巫師   | 49 | 33 | .598 | -    |
| 亞特蘭大老鷹 | 43 | 39 | .524 | 6    |
| 邁阿密熱火   | 41 | 41 | .500 | 8    |
| 夏洛特黃蜂   | 36 | 46 | .439 | 13   |
| 奧蘭多魔術   | 29 | 53 | .354 | 20   |

### 西岸
| 球隊           | 勝 | 負 | 勝率 | 勝差 |
| -------------- | -- | -- | ---- | ---- |
| 聖安東尼奧馬刺 | 61 | 21 | .774 | -    |
| 休士頓火箭     | 55 | 27 | .671 | 6    |
| 曼斐斯灰熊     | 43 | 39 | .524 | 18   |
| 紐奧良鵜鶘     | 34 | 48 | .415 | 27   |
| 達拉斯獨行俠   | 33 | 49 | .402 | 28   |

| 球隊           | 勝 | 負 | 勝率 | 勝差 |
| -------------- | -- | -- | ---- | ---- |
| 猶他爵士       | 51 | 31 | .622 | -    |
| 奧克拉荷馬雷霆 | 47 | 35 | .573 | 4    |
| 波特蘭拓荒者   | 41 | 41 | .500 | 10   |
| 丹佛金塊       | 40 | 42 | .488 | 11   |
| 明尼蘇達灰狼   | 31 | 51 | .378 | 20   |

| 球隊         | 勝 | 負 | 勝率 | 勝差 |
| ------------ | -- | -- | ---- | ---- |
| 金州勇士     | 67 | 15 | .817 | -    |
| 洛杉磯快艇   | 51 | 31 | .622 | 16   |
| 沙加緬度國王 | 32 | 50 | .390 | 35   |
| 洛杉磯湖人   | 26 | 56 | .317 | 41   |
| 鳳凰城太陽   | 24 | 58 | .293 | 43   |